# Larissa van Dorst
Larissa van Dorst (Voorburg, 6 juli 1992) is een voormalige Nederlandse handbalster die uitkwam voor Gemini, Hellas, Bayer Leverkusen en Quintus.
Van Dorst is begonnen bij het Zoetermeerse Gemini en via de Haagse selectie overgestapt naar de eredivisieclub waarmee ze twee keer vice-landskampioen werd. Totdat Bayer haar lokte met een niet te weigeren aanbieding. De stap naar Duitsland wilde ze niet laten lopen ondanks dat ze studeerde aan de Johan Cruyff University. De studie zou zie via internet volbrengen. De overstap bleek een enorme aanpassing, ze woonde ineens op haar zelf, ze moest een nieuwe taal leren en ze moest wennen aan het handballen op het hoogste niveau. Na 2 seizoenen bij Bayer Leverkusen wilde ze terug naar Nederland, naar eigen zeggen was ze wellicht te jong voor zo'n ingrijpende stap. Bij Quintus werd de talentrijke keepster met open armen ontvangen. Al snel groeide zij ook daar uit tot vaste keus in de formatie van coach Curescu. Totdat zij eind 2013 een liesblessure opliep. Na het seizoen 2013/2014 stopte Larissa van Dorst al op 22-jarige leeftijd.

## Onderscheidingen
- Keepster van het jaar van de Eredivisie: 2009/10, 2010/11